# M141 Bunker Defeat Munition
Le M141 Bunker Defeat Munition (en abrégé, BDM) est une arme à un coup tirée à l’épaule conçue pour détruire les structures durcies. Il s’agit d’une modification de l’arme d’assaut polyvalente Mk 153 Shoulder-Launched Multipurpose Assault Weapon (SMAW) du Corps des Marines des États-Unis et elle est également appelée SMAW-D où « D » signifie « Disposable », en français « jetable ». Elle a été conçue pour combler le vide dans l’inventaire de l’armée de terre américaine d’une arme « destructeur de bunkers ».

## Conception
Le SMAW-D fonctionne sur le principe que le recul créé par le lancement de la roquette est contrecarré par un « backblast » de gaz tiré de l’arrière de l’arme. Cela rend le SMAW-D intrinsèquement dangereux, en particulier dans les espaces confinés et les zones urbaines, comme c’est le cas avec toutes les armes de cette conception.
Le M141 a deux configurations : un mode de transport dans lequel le lanceur mesure 810 mm de long et un mode « prêt à tirer » dans lequel le lanceur est étendu à sa longueur totale de 1400 mm.
L’ogive est la même hautement explosive à double usage (High-explosive, dual-purpose ou HEDP) que celle du SMAW de l’USMC. Elle est efficace contre les bunkers en maçonnerie et en béton et les véhicules légèrement blindés. Le projectile peut pénétrer jusqu’à 200 mm de béton, 300 mm de brique ou 2,1 m d'épaisseur de sacs de sable.
L’ogive est activée par un interrupteur d’écrasement dans son nez qui permet de distinguer les cibles dures des cibles molles. Sur les cibles molles, telles que les sacs de sable, la détonation est retardée jusqu’à ce que le projectile soit enterré dans la cible, produisant un effet dévastateur. Sur les cibles dures, la détonation se produit immédiatement au contact.

## Historique
Les responsables de la National Defense Authorization Act (Loi sur l’autorisation de la défense nationale) pour l’exercice fiscal 1994 sont convenus que le BDM de l’armée américaine et l’arme d’assaut à courte portée (SRAW) du Corps des Marines étaient trop similaires pour justifier des projets distincts à long terme, et que l’armée devrait poursuivre un programme BDM intérimaire. Le Congrès a limité l’approvisionnement en BDM à 6000 unités.
Deux candidats ont été évalués pour le programme BDM de l’Armée. Le candidat de McDonnell Douglas (plus tard Talley Defense Systems) a utilisé la même ogive que le SMAW du Marine Corps, mais avec un moteur-fusée ayant un temps de combustion plus court. Un candidat développé par le suédois FFV pour Alliant Techsystems (plus tard Honeywell) avait l’ogive antichar hautement explosive (high-explosive anti-tank ou HEAT) standard du M136 AT4 remplacée par la même ogive à double usage utilisée par le SMAW de l’USMC. FFV a désigné la version « bunker buster » de l’AT4 comme FFV AT8. 
En 1996, le candidat McDonnell-Douglas a été choisi. Dans un achat unique, l’armée américaine a commandé un lot de 1500 exemplaires puis un deuxième lot de 4500 exemplaires qui ont été placés dans un entrepôt d’urgence pour une livraison accélérée aux unités au combat. Le SMAW-D a été livré à l’armée en 1999.

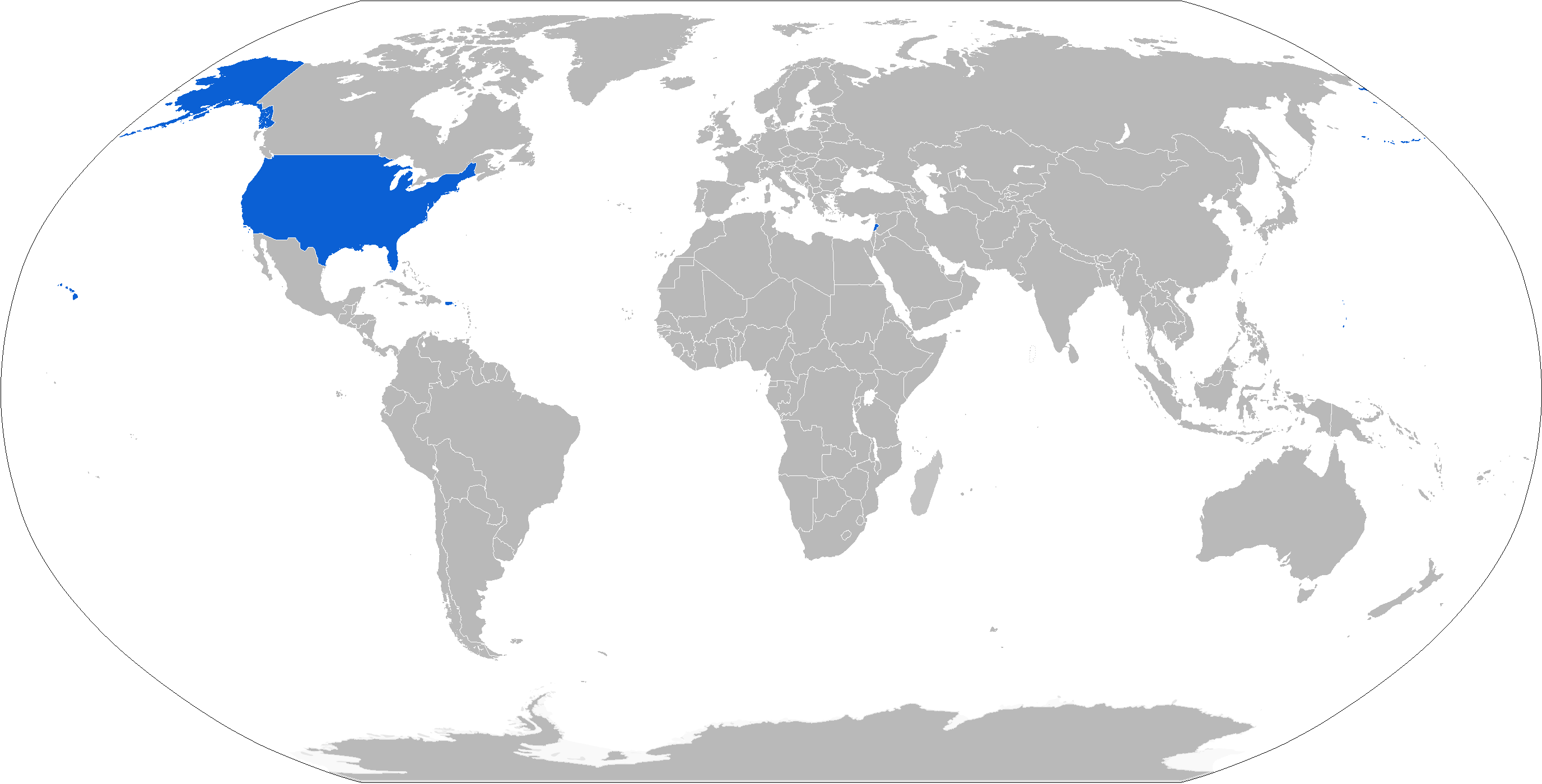
Sur cette carte, les pays utilisateurs du M141 sont en bleu

Des images d’information de CNN ont montré des Rangers de l’armée américaine tirant des M141 sur diverses grottes fortifiées pendant la bataille de Tora Bora contre les talibans afghans et Al-Qaïda, ces armes étant confondues par les journalistes de CNN avec des projectiles M136 AT4.
Des quantités, non précisées, de M141 ont été envoyées aux forces armées ukrainiennes par les États-Unis avant l’invasion de l'Ukraine par la Russie en février 2022. Depuis lors, le missile a également été utilisé avec succès contre des véhicules russes.

## Opérateurs
- Ukraine: Des M141 ont été livrés au milieu de la crise diplomatique russo-ukrainienne de 2021-2022[5]
- United States[6]